# Đình Chu
Đình Chu là một xã thuộc huyện Lập Thạch, tỉnh Vĩnh Phúc, Việt Nam.
Xã Đình Chu có diện tích 4,32 km², dân số năm 1999 là 4002 người, mật độ dân số đạt 926 người/km².
Đình Chu có 12 thôn chia làm các khu vực nhỏ